# Севдалин Минчев
Севдалин Минчев Ангелов е български щангист, двукратен европейски шампион в категория до 62 кг.

## Биография
Роден е на 25 юли 1974 г. в Горна Оряховица. При участието си на Олимпийските игри в Сидни през 2000 г. е дисквалифициран поради допинг. Носител е на два рекорда – един през 1994 г. в категория до 51 кг и през 1995 г. в категория до 57 кг.
През 2005 г. на Европейското състезание в София на Халил Мътлу поради употреба на допинг е отнет златният медал и Севдалин Минчев получава Европейската титла.